# La Rosa dell'Istria
La Rosa dell'Istria è un film per la televisione italiano del 2024 diretto da Tiziana Aristarco e liberamente ispirato al romanzo Chi ha paura dell'uomo nero? di Graziella Fiorentin, che narra il dramma degli esuli istriani e dalmati dall'Armistizio del dopoguerra.

## Trama
Maddalena Braico ha da poco festeggiato i suoi 18 anni, vive a Canfanaro d'Istria ed è piena di sogni. È certa che un giorno diventerà una bravissima pittrice.
La Seconda Guerra Mondiale piomba sulla sua vita e la devasta. La famiglia di Maddalena è costretta a scappare e, durante la fuga, il fratello Niccolò viene colpito in uno scontro a fuoco. I Braico si rifugiano a Cividale del Friuli da uno zio, ma per loro la strada è in salita. Antonio, il padre di Maddalena, non può più fare il medico e inizia a lavorare come operaio per dare da mangiare alla sua famiglia.
La ragazza, intanto, è vittima di bullismo a scuola per le sue origini. A difenderla, però, ci pensa Leo, un ragazzo che come lei ama l'arte. I due diventano amici e Leo cerca di spronare Maddalena a inseguire il suo sogno. Tra loro nasce l'amore, ma Antonio ha l'occasione di tornare a fare il medico e comunica alla famiglia che dovranno trasferirsi. Maddalena è disperata, corre da Leo, ma scopre che il ragazzo è scomparso. Sempre più affranta, mette da parte l'arte e si trasferisce con la sua famiglia.
Dopo altri episodi dolorosi e Maddalena sempre più disillusa, l'Italia festeggia la fine della guerra. Leo torna e confida a Maddalena di non averla mai dimenticata. Si trasferiscono insieme a Padova, nonostante il padre di lei sia contrario. Qui Maddalena si riconcilierà con l'arte, tramite la quale affronterà le storie degli esuli istriani e dalmati, tra tragedia, ricordo e speranza di un domani migliore.

## Accoglienza

### Critica
(Aldo Grasso, Corriere della Sera, 6 febbraio 2024)